# Politiezone Westkust
De politiezone Westkust (zonenummer 5461) is een Belgische politiezone, die bestaat uit de West-Vlaamse gemeenten Koksijde, De Panne, en stad Nieuwpoort behorende tot het gerechtelijk arrondissement West-Vlaanderen.